# Diagnostica

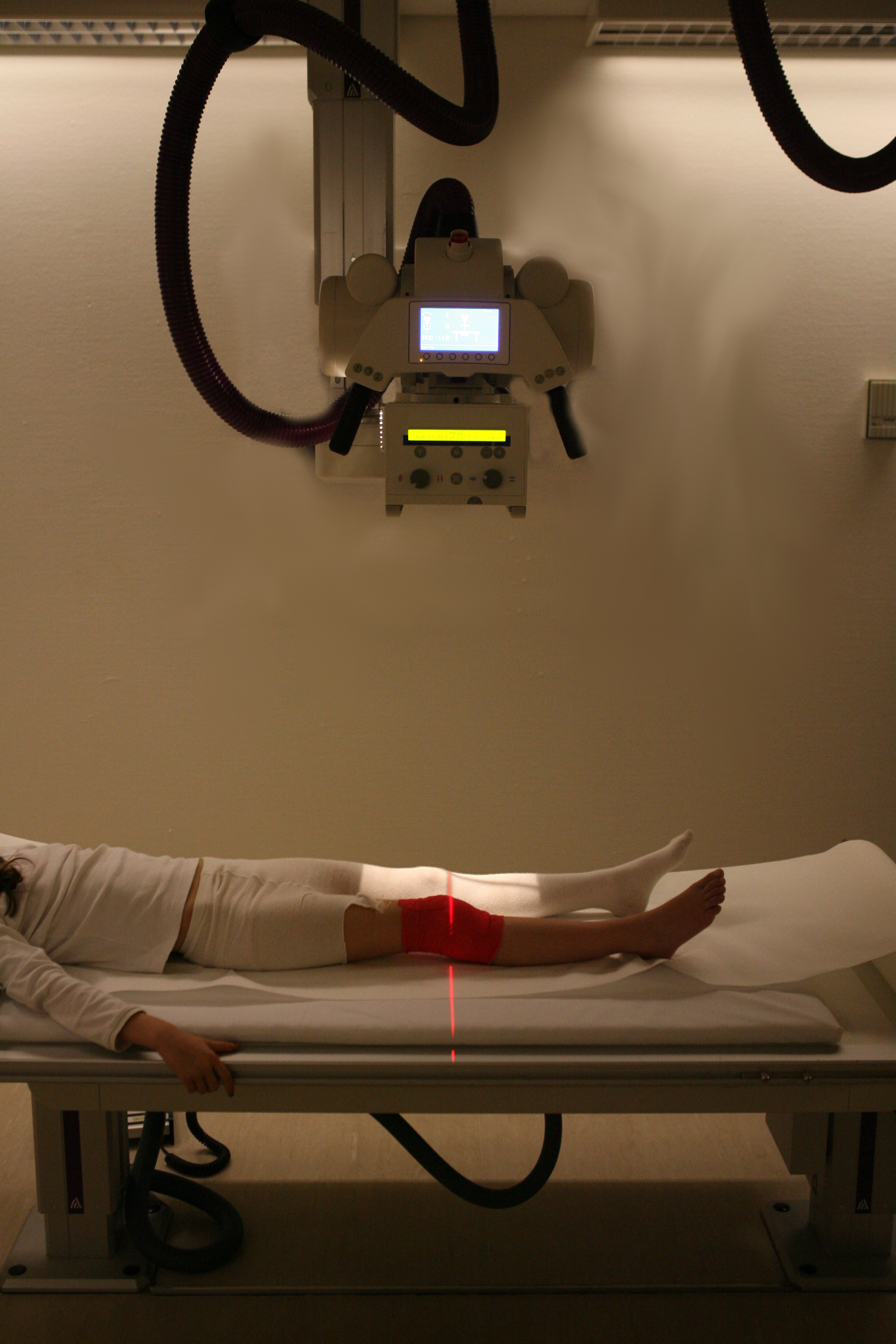
La radiografia è uno strumento importante nella diagnosi di alcuni disturbi.

La diagnostica o diagnosi medica è il processo per determinare quale malattia o condizione spiega sintomi o le condizioni di una persona al fine di determinare diagnosi; questo avviene attraverso lo studio di una serie di rilevamenti eseguiti direttamente sull'ammalato o su dati forniti da quest'ultimo, al fine di ricondurre lo stato morboso di cui il paziente è affetto a una o più precise patologie. Le informazioni richieste per la diagnosi sono in genere raccolte da una storia clinica e dall'esame fisico della persona che richiede assistenza medica. Spesso, durante il processo vengono eseguite anche una o più procedure diagnostiche, come i test diagnostici. A volte la diagnosi postuma è considerata una sorta di diagnosi medica.
Arrivare a una diagnosi può risultare difficile in quanto molti segni e sintomi non sono specifici di una determinata patologia. Ad esempio, il rossore della pelle (eritema), è un sintomo di molti disturbi e quindi non fornisce al medico una indicazione univoca della causa; in questi casi si effettua una diagnosi differenziale nella quale sono confrontate diverse possibili spiegazioni correlando le varie informazioni seguite dal riconoscimento e dalla differenziazione dei modelli. Occasionalmente il processo è reso facile da uno o più segnali o sintomi patognomonici, ovvero specifici di una sola causa.
La diagnosi è una componente importante della procedura di visita di un medico. Dal punto di vista delle statistiche, la procedura diagnostica prevede test di classificazione.
La diagnostica si divide secondo gli organi o gli apparati cui viene applicata: ne deriva una distinzione in diagnostica medica e diagnostica chirurgica; oppure, a seconda del metodo di rilevamento dell'elemento di studio, diagnostica radiologica (detta anche radiodiagnostica), diagnostica batteriologica, diagnostica biochimica.
Nonostante questa diversificazione, gli elementi soggetti all'anamnesi o all'esame obiettivo per formulare il quadro diagnostico, in parte clinici, in parte di laboratorio e in parte istopatologici, rappresentano la componente unitaria della diagnostica. Esiste anche una diagnostica differenziale effettuata con l'uso di software specializzati. Questo tipo di diagnostica nulla toglie al medico che valuta di volta in volta i risultati offerti dal software.